# Llista d'espècies de saltícids (M)
Llista de les espècies de saltícids per ordre alfabètic, que comencen per la lletra M, descrites fins al 23 de maig del 2006.
- Per a les llistes d'espècies amb les altres lletres de l'alfabet, aneu a l'article principal: Llista d'espècies de saltícids.
- Per a la llista de tots els gèneres vegeu l'article Llista de gèneres de saltícids.

## Mabellina
Mabellina Chickering, 1946
- Mabellina prescotti Chickering, 1946 (Panamà)

## Macaroeris
Macaroeris Wunderlich, 1992
- Macaroeris albosignata Schmidt i Krause, 1996 (Illes Canàries)
- Macaroeris asiatica Logunov i Rakov, 1998 (Àsia central)
- Macaroeris cata (Blackwall, 1867) (Madeira, Romania)
- Macaroeris desertensis Wunderlich, 1992 (Madeira)
- Macaroeris diligens (Blackwall, 1867) (Madeira, Illes Canàries)
- Macaroeris flavicomis (Simon, 1884) (Grècia)
- Macaroeris litoralis Wunderlich, 1992 (Illes Canàries)
- Macaroeris moebi (Bösenberg, 1895) (Illes Canàries, Illes Salvatges, Madeira, Xina)
- Macaroeris nidicolens (Walckenaer, 1802) (Europa fins a Àsia central)

## Macopaeus
Macopaeus Simon, 1900
- Macopaeus spinosus Simon, 1900 (Madagascar)

## Madhyattus
Madhyattus Prószynski, 1992
- Madhyattus jabalpurensis Prószynski, 1992 (Índia)

## Maenola
Maenola Simon, 1900
- Maenola braziliana Soares i Camargo, 1948 (Brasil)
- Maenola lunata Mello-Leitão, 1940 (Guyana)
- Maenola starkei Simon, 1900 (Veneçuela)

## Maeota
Maeota Simon, 1901
- Maeota dichrura Simon, 1901 (Brasil)

## Maeotella
Maeotella Bryant, 1950
- Maeotella perplexa (Peckham i Peckham, 1901) (Jamaica, Hispaniola)

## Maevia
Maevia C. L. Koch, 1846
- Maevia albozonata Hasselt, 1882 (Sumatra)
- Maevia expansa Barnes, 1955 (EUA)
- Maevia gracilipes Taczanowski, 1878 (Perú)
- Maevia hobbsae Barnes, 1955 (EUA)
- Maevia inclemens (Walckenaer, 1837) (EUA, Canadà)
- Maevia intermedia Barnes, 1955 (EUA)
- Maevia michelsoni Barnes, 1955 (EUA)
- Maevia poultoni Peckham i Peckham, 1902 (EUA)
- Maevia quadrilineata Hasselt, 1882 (Sumatra)
- Maevia susiformis Taczanowski, 1878 (Perú)
- Maevia trilineata Taczanowski, 1878 (Perú)

## Mago
Mago O. P.-Cambridge, 1882
- Mago acutidens Simon, 1900 (Brasil, Guyana)
- Mago dentichelis Crane, 1949 (Veneçuela)
- Mago fasciatus Mello-Leitão, 1940 (Guyana)
- Mago fonsecai Soares i Camargo, 1948 (Brasil)
- Mago intentus O. P.-Cambridge, 1882 (Brasil)
- Mago longidens Simon, 1900 (Brasil)
- Mago opiparis Simon, 1900 (Brasil)
- Mago procax Simon, 1900 (Perú)
- Mago saperda Simon, 1900 (Brasil)
- Mago silvae Crane, 1943 (Guyana)
- Mago steindachneri (Taczanowski, 1878) (Perú, Brasil)
- Mago vicanus Simon, 1900 (Brasil)

## Magyarus
Magyarus Zabka, 1985
- Magyarus typicus Zabka, 1985 (Vietnam)

## Maileus
Maileus Peckham i Peckham, 1907
- Maileus fuscus Peckham i Peckham, 1907 (Borneo)

## Malloneta
Malloneta Simon, 1902
- Malloneta guineensis Simon, 1902 (Àfrica occidental)

## Maltecora
Maltecora Simon, 1910
- Maltecora chrysochlora Simon, 1910 (Principe)
- Maltecora divina Simon, 1910 (Principe)
- Maltecora janthina Simon, 1910 (São Tomé)

## Mantisatta
Mantisatta Warburton, 1900
- Mantisatta longicauda Cutler i Wanless, 1973 (Filipines)
- Mantisatta trucidans Warburton, 1900 (Borneo)

## Mantius
Mantius Thorell, 1891
- Mantius armipotens Peckham i Peckham, 1907 (Borneo)
- Mantius difficilis Peckham i Peckham, 1907 (Borneo)
- Mantius frontosus (Simon, 1899) (Java)
- Mantius ravidus (Simon, 1899) (Sumatra)
- Mantius russatus Thorell, 1891 (Malàisia)

## Maratus
Maratus Karsch, 1878
- Maratus amabilis Karsch, 1878 (Austràlia)
- Maratus mungaich Waldock, 1995 (Austràlia Occidental)
- Maratus pavonis (Dunn, 1947) (Victoria)
- Maratus rainbowi (Roewer, 1951) (Nova Gal·les del Sud)
- Maratus vespertilio (Simon, 1901) (Austràlia)
- Maratus volans (O. P.-Cambridge, 1874) (Queensland, Nova Gal·les del Sud)

## Marchena
Marchena Peckham i Peckham, 1909
- Marchena minuta (Peckham i Peckham, 1888) (EUA)

## Marengo
Marengo Peckham i Peckham, 1892
- Marengo crassipes Peckham i Peckham, 1892 (Sri Lanka)
- Marengo deelemanae Benjamin, 2004 (Tailàndia)
- Marengo inornata (Simon, 1900) (Sri Lanka)
- Marengo nitida Simon, 1900 (Sri Lanka)
- Marengo striatipes Simon, 1900 (Sri Lanka)

## Margaromma
Margaromma Keyserling, 1882
- Margaromma doreyanum (Walckenaer, 1837) (Nova Guinea)
- Margaromma funestum Keyserling, 1882 (Queensland, Nova Gal·les del Sud)
- Margaromma imperiosum Szombathy, 1915 (Nova Guinea)
- Margaromma insultans (Thorell, 1881) (Nova Guinea)
- Margaromma namukana Roewer, 1944 (Fiji)
- Margaromma nitidum Thorell, 1899 (Camerun)
- Margaromma obscurum (Keyserling, 1882) (Queensland)
- Margaromma semirasum (Keyserling, 1882) (Queensland)
- Margaromma sexuale (Strand, 1911) (Illes Aru)
- Margaromma soligena Simon, 1901 (Nova Guinea)
- Margaromma spatiosum Peckham i Peckham, 1907 (Borneo)
- Margaromma torquatum Simon, 1902 (Moluques)

## Marma
Marma Simon, 1902
- Marma baeri Simon, 1902 (Equador)
- Marma femella (Caporiacco, 1955) (Veneçuela)
- Marma nigritarsis (Simon, 1900) (Veneçuela fins a Argentina)
- Marma trifidocarinata Caporiacco, 1947 (Guyana)

## Marpissa
Marpissa C. L. Koch, 1846
- Marpissa agricola (Peckham i Peckham, 1894) (Brasil)
- Marpissa anusuae Tikader i Biswas, 1981 (Índia)
- Marpissa arambagensis Biswas i Biswas, 1992 (Índia)
- Marpissa armifera Urquhart, 1892 (Nova Zelanda)
- Marpissa bina (Hentz, 1846) (EUA)
- Marpissa bryantae (Jones, 1945) (EUA)
- Marpissa carinata Butt i Beg, 2000 (Pakistan)
- Marpissa dayapurensis Majumder, 2004 (Índia)
- Marpissa decorata Tikader, 1974 (Índia)
- Marpissa dentoides Barnes, 1958 (EUA)
- Marpissa endenae Biswas i Biswas, 1992 (Índia)
- Marpissa formosa (Banks, 1892) (EUA)
- Marpissa fornicis (Dyal, 1935) (Pakistan)
- Marpissa grata (Gertsch, 1936) (EUA)
- Marpissa hieroglyphica Taczanowski, 1878 (Perú)
- Marpissa insignis Butt i Beg, 2000 (Pakistan)
- Marpissa kalapani Tikader, 1977 (Illes Andaman)
- Marpissa kalighatensis Biswas i Biswas, 1992 (Índia)
- Marpissa lakshmikantapurensis Majumder, 2004 (Índia)
- Marpissa lineata (C. L. Koch, 1846) (EUA)
- Marpissa linzhiensis Hu, 2001 (Xina)
- Marpissa longiuscula (Simon, 1871) (Itàlia, Ucraïna)
- Marpissa magna (Peckham i Peckham, 1894) (Mèxic fins a Brasil)
- Marpissa milleri (Peckham i Peckham, 1894) (Rússia, Xina, Corea, Japó)
- Marpissa minor F. O. P.-Cambridge, 1901 (Mèxic fins al Salvador)
- Marpissa mirabilis Butt i Beg, 2000 (Pakistan)
- Marpissa muscosa (Clerck, 1757) (Paleàrtic)
- Marpissa mystacina Taczanowski, 1878 (Perú)
- Marpissa nitida Hu, 2001 (Xina)
- Marpissa nivoyi (Lucas, 1846) (Paleàrtic)
- Marpissa nutanae Biswas i Biswas, 1984 (Índia)
- Marpissa obtusa Barnes, 1958 (EUA)
- Marpissa pikei (Peckham i Peckham, 1888) (EUA, Cuba)
- Marpissa pomatia (Walckenaer, 1802) (Paleàrtic)
- Marpissa prathamae Biswas i Biswas, 1984 (Índia)
- Marpissa proszynskii Biswas i Begum, 1999 (Bangladesh)
- Marpissa pulla (Karsch, 1879) (Rússia, Xina, Corea, Taiwan, Japó)
- Marpissa radiata (Grube, 1859) (Paleàrtic)
- Marpissa raimondi Taczanowski, 1878 (Perú)
- Marpissa robusta (Banks, 1906) (EUA)
- Marpissa rubriceps Mello-Leitão, 1922 (Brasil)
- Marpissa singhi Monga, Singh i Sadana, 1989 (Índia)
- Marpissa soricina (Thorell, 1899) (Camerun)
- Marpissa sulcosa Barnes, 1958 (EUA)
- Marpissa tenebrosa Butt i Beg, 2000 (Pakistan)
- Marpissa tigrina Tikader, 1965 (Índia)
- Marpissa tikaderi Biswas, 1984 (Índia)
- Marpissa zaitzevi Mcheidze, 1997 (Georgia)

## Martella
Martella Peckham i Peckham, 1892
- Martella amapa Galiano, 1996 (Brasil)
- Martella bicavata (Chickering, 1946) (Panamà)
- Martella camba (Galiano, 1969) (Argentina)
- Martella furva (Chickering, 1946) (Panamà)
- Martella gandu Galiano, 1996 (Brasil)
- Martella goianensis Galiano, 1969 (Brasil)
- Martella lineatipes F. O. P.-Cambridge, 1900 (Mèxic fins a Costa Rica)
- Martella maria Peckham i Peckham, 1892 (Brasil)
- Martella mutillaeformis (Taczanowski, 1878) (Perú)
- Martella pasteuri Galiano, 1996 (Brasil)
- Martella pottsi Peckham i Peckham, 1892 (Guatemala fins a Brasil)
- Martella utingae (Galiano, 1967) (Brasil)

## Mashonarus
Mashonarus Wesolowska i Cumming, 2002
- Mashonarus guttatus Wesolowska i Cumming, 2002 (Namibia, Zambia, Zimbabwe)

## Massagris
Massagris Simon, 1900
- Massagris honesta Wesolowska, 1993 (Sud-àfrica)
- Massagris mirifica Peckham i Peckham, 1903 (Sud-àfrica)
- Massagris regina Wesolowska, 1993 (Sud-àfrica)
- Massagris separata Wesolowska, 1993 (Sud-àfrica)

## Mburuvicha
Mburuvicha Scioscia, 1993
- Mburuvicha galianoae Scioscia, 1993 (Argentina)

## Meata
Meata Zabka, 1985
- Meata fungiformis Xiao i Yin, 1991 (Xina)
- Meata typica Zabka, 1985 (Vietnam)

## Megaloastia
Megaloastia Zabka, 1995
- Megaloastia mainae Zabka, 1995 (Austràlia Occidental)

## Meleon
Meleon Wanless, 1984
- Meleon guineensis (Berland i Millot, 1941) (Guinea, Costa d'Ivori)
- Meleon kenti (Lessert, 1925) (Angola, Sud-àfrica)
- Meleon madagascarensis (Wanless, 1978) (Madagascar)
- Meleon russata (Simon, 1900) (Madagascar)
- Meleon solitaria (Lessert, 1927) (Central, Àfrica oriental)

## Mendoza
Mendoza Peckham i Peckham, 1894
- Mendoza canestrinii (Ninni, 1868) (Nord d'Àfrica, Paleàrtic)
- Mendoza dersuuzalai (Logunov i Wesolowska, 1992) (Rússia)
- Mendoza elongata (Karsch, 1879) (Rússia, Xina, Corea, Japó)
- Mendoza ibarakiensis (Bohdanowicz i Prószynski, 1987) (Japó)
- Mendoza nobilis (Grube, 1861) (Rússia, Corea, Xina)
- Mendoza pulchra (Prószynski, 1981) (Rússia, Xina, Corea, Japó)
- Mendoza zebra (Logunov i Wesolowska, 1992) (Rússia)

## Menemerus
Menemerus Simon, 1868
- Menemerus acuminatus Rainbow, 1912 (Queensland)
- Menemerus albocinctus Keyserling, 1890 (Illes Lord Nicobar)
- Menemerus animatus O. P.-Cambridge, 1876 (Senegal fins a Iraq)
- Menemerus arabicus Prószynski, 1993 (Aràbia Saudí)
- Menemerus bicolor Peckham i Peckham, 1896 (Guatemala)
- Menemerus bifurcus Wesolowska, 1999 (Sud-àfrica)
- Menemerus bivittatus (Dufour, 1831) (Pantropical)
- Menemerus brachygnathus (Thorell, 1887) (Índia fins al Japó)
- Menemerus bracteatus (L. Koch, 1879) (Queensland)
- Menemerus brevibulbis (Thorell, 1887) (Senegal fins a Índia)
- Menemerus carlini (Peckham i Peckham, 1903) (Sud-àfrica)
- Menemerus congoensis Lessert, 1927 (Sudan fins a Sud-àfrica)
- Menemerus davidi Prószynski i Wesolowska, 1999 (Nord d'Àfrica, Israel)
- Menemerus depressus Franganillo, 1930 (Cuba)
- Menemerus desertus Wesolowska, 1999 (Algèria)
- Menemerus dimidius (Schmidt, 1976) (Illes Canàries)
- Menemerus eburnensis Berland i Millot, 1941 (Àfrica occidental)
- Menemerus fagei Berland i Millot, 1941 (Àfrica occidental fins al Iemen)
- Menemerus falconensis Schenkel, 1953 (Veneçuela)
- Menemerus falsificus Simon, 1868 (Migdia europeu)
- Menemerus fasciculatus Franganillo, 1930 (Cuba)
- Menemerus felix Hogg, 1922 (Vietnam)
- Menemerus formosus Wesolowska, 1999 (Kenya)
- Menemerus fulvus (L. Koch, 1878) (Índia fins al Japó)
- Menemerus guttatus Wesolowska, 1999 (Marroc)
- Menemerus illigeri (Audouin, 1826) (Portugal, Nord d'Àfrica, Middle Est St. Helena)
- Menemerus insolidus Wesolowska, 1999 (Sud-àfrica)
- Menemerus kochi Bryant, 1942 (Illes Virgin)
- Menemerus legalli Berland i Millot, 1941 (Mali)
- Menemerus legendrei Schenkel, 1963 (Xina)
- Menemerus lesnei Lessert, 1936 (Botswana, Mozambique)
- Menemerus lesserti Lawrence, 1927 (Sud-àfrica)
- Menemerus magnificus Wesolowska, 1999 (Camerun)
- Menemerus manicus Wesolowska, 1999 (Zimbabwe)
- Menemerus marginalis (Banks, 1909) (Costa Rica)
- Menemerus marginatus (Kroneberg, 1875) (Àsia central)
- Menemerus meridionalis Wesolowska, 1999 (Sud-àfrica)
- Menemerus minshullae Wesolowska, 1999 (Zimbabwe, Malawi)
- Menemerus mirabilis Wesolowska, 1999 (Etiòpia)
- Menemerus modestus Wesolowska, 1999 (Tunísia)
- Menemerus namibicus Wesolowska, 1999 (Namibia)
- Menemerus natalis Wesolowska, 1999 (Sud-àfrica)
- Menemerus ochraceus Franganillo, 1930 (Cuba)
- Menemerus paradoxus Wesolowska i van Harten, 1994 (Iemen)
- Menemerus pentamaculatus Hu, 2001 (Xina)
- Menemerus pilosus Wesolowska, 1999 (Namibia)
- Menemerus placidus Wesolowska, 1999 (Namibia)
- Menemerus plenus Wesolowska i van Harten, 1994 (Iemen)
- Menemerus proximus Franganillo, 1935 (Cuba)
- Menemerus pulcher Wesolowska, 1999 (Mauritania)
- Menemerus rabaudi Berland i Millot, 1941 (Guinea)
- Menemerus raji Dyal, 1935 (Pakistan)
- Menemerus regius Wesolowska, 1999 (Etiòpia)
- Menemerus ridens (Hogg, 1914) (Austràlia Occidental)
- Menemerus rubicundus Lawrence, 1928 (Namibia)
- Menemerus sabulosus Wesolowska, 1999 (Namibia)
- Menemerus schutzae Denis, 1961 (França)
- Menemerus semilimbatus (Hahn, 1829) (Illes Canàries fins a l'Azerbaidjan; Argentina)
- Menemerus silver Wesolowska, 1999 (Tunísia)
- Menemerus soldani (Audouin, 1826) (Nord d'Àfrica)
- Menemerus taeniatus (L. Koch, 1867) (Mediterrani fins a Kazakhstan; Argentina)
- Menemerus transvaalicus Wesolowska, 1999 (Sud-àfrica)
- Menemerus utilis Wesolowska, 1999 (Tunísia)
- Menemerus vernei Berland i Millot, 1941 (Guinea)
- Menemerus wuchangensis Schenkel, 1963 (Xina)
- Menemerus zimbabwensis Wesolowska, 1999 (Zimbabwe)

## Messua
Messua Peckham i Peckham, 1896
- Messua centralis (Peckham i Peckham, 1896) (Panamà)
- Messua dentigera (F. O. P.-Cambridge, 1901) (Guatemala fins a Panamà)
- Messua desidiosa Peckham i Peckham, 1896 (Costa Rica, Panamà)
- Messua donalda (Kraus, 1955) (El Salvador)
- Messua latior (Roewer, 1955) (Panamà)
- Messua laxa (Chickering, 1946) (Panamà)
- Messua limbata (Banks, 1898) (EUA, Mèxic)
- Messua moma (F. O. P.-Cambridge, 1901) (Guatemala fins a Guyana)
- Messua octonotata (F. O. P.-Cambridge, 1901) (Amèrica Central)
- Messua pura (Bryant, 1948) (Mèxic)
- Messua tridentata (F. O. P.-Cambridge, 1901) (Mèxic)

## Metacyrba
Metacyrba F. O. P.-Cambridge, 1901
- Metacyrba arizonensis Barnes, 1958 (EUA)
- Metacyrba floridana Gertsch, 1934 (EUA)
- Metacyrba franganilloi (Caporiacco, 1955) (Veneçuela)
- Metacyrba insularis (Banks, 1902) (Illes Galàpagos)
- Metacyrba nigrosecta (Mello-Leitão, 1945) (Argentina)
- Metacyrba pictipes Banks, 1903 (Hispaniola)
- Metacyrba punctata (Peckham i Peckham, 1894) (EUA fins a Panamà)
- Metacyrba taeniola (Hentz, 1846) (EUA fins a Costa Rica, Índies Occidentals)

## Metaphidippus
Metaphidippus F. O. P.-Cambridge, 1901
- Metaphidippus albopilosus (Peckham i Peckham, 1901) (Brasil, Paraguai, Argentina)
- Metaphidippus annectans (Chamberlin, 1929) (EUA)
- Metaphidippus apicalis F. O. P.-Cambridge, 1901 (Mèxic)
- Metaphidippus bicavatus F. O. P.-Cambridge, 1901 (Panamà)
- Metaphidippus bisignatus Mello-Leitão, 1945 (Argentina)
- Metaphidippus bispinosus F. O. P.-Cambridge, 1901 (Amèrica Central)
- Metaphidippus carmenensis (Chamberlin, 1924) (EUA, Mèxic)
- Metaphidippus chalcedon (C. L. Koch, 1846) (Brasil)
- Metaphidippus chera (Chamberlin, 1924) (EUA, Mèxic)
- Metaphidippus coccinelloides Mello-Leitão, 1947 (Brasil)
- Metaphidippus comptus (Banks, 1909) (Costa Rica)
- Metaphidippus crassidens (Kraus, 1955) (El Salvador)
- Metaphidippus cupreus F. O. P.-Cambridge, 1901 (Panamà)
- Metaphidippus cuprinus (Taczanowski, 1878) (Perú)
- Metaphidippus diplacis (Chamberlin, 1924) (EUA, Mèxic)
- Metaphidippus dubitabilis (Peckham i Peckham, 1896) (Mèxic)
- Metaphidippus emmiltus Maddison, 1996 (EUA)
- Metaphidippus facetus Chickering, 1946 (Panamà)
- Metaphidippus fastosus Chickering, 1946 (Panamà)
- Metaphidippus felix (Peckham i Peckham, 1901) (Mèxic, Hawaii)
- Metaphidippus fimbriatus (F. O. P.-Cambridge, 1901) (Guatemala)
- Metaphidippus fortunatus (Peckham i Peckham, 1901) (Brasil)
- Metaphidippus globosus F. O. P.-Cambridge, 1901 (Costa Rica)
- Metaphidippus gratus Bryant, 1948 (Mèxic)
- Metaphidippus inflatus F. O. P.-Cambridge, 1901 (Guatemala)
- Metaphidippus iridescens F. O. P.-Cambridge, 1901 (El Salvador, Panamà)
- Metaphidippus iviei (Roewer, 1951) (EUA)
- Metaphidippus laetabilis (Peckham i Peckham, 1896) (Panamà)
- Metaphidippus laetificus Chickering, 1946 (Panamà)
- Metaphidippus lanceolatus F. O. P.-Cambridge, 1901 (Mèxic fins a Costa Rica)
- Metaphidippus longipalpus F. O. P.-Cambridge, 1901 (EUA, Panamà)
- Metaphidippus mandibulatus F. O. P.-Cambridge, 1901 (Costa Rica)
- Metaphidippus manni (Peckham i Peckham, 1901) (North America)
- Metaphidippus mathetes (Chamberlin, 1925) (EUA)
- Metaphidippus nigropictus F. O. P.-Cambridge, 1901 (Mèxic)
- Metaphidippus nitidus (Peckham i Peckham, 1896) (Guatemala)
- Metaphidippus odiosus (Peckham i Peckham, 1901) (Brasil, Argentina)
- Metaphidippus ovatus F. O. P.-Cambridge, 1901 (Guatemala)
- Metaphidippus pallens F. O. P.-Cambridge, 1901 (Guatemala fins a Costa Rica)
- Metaphidippus perfectus (Peckham i Peckham, 1901) (Brasil)
- Metaphidippus pernotus (Petrunkevitch, 1911) (Guatemala)
- Metaphidippus perscitus Chickering, 1946 (Panamà)
- Metaphidippus pluripunctatus Mello-Leitão, 1944 (Argentina)
- Metaphidippus quadrinotatus F. O. P.-Cambridge, 1901 (Costa Rica, Panamà)
- Metaphidippus smithi (Peckham i Peckham, 1901) (Brasil)
- Metaphidippus texanus (Banks, 1904) (EUA)
- Metaphidippus tropicus (Peckham i Peckham, 1901) (Brasil, Argentina)

## Mexcala
Mexcala Peckham i Peckham, 1902
- Mexcala agilis Lawrence, 1928 (Namibia)
- Mexcala elegans Peckham i Peckham, 1903 (Sud-àfrica)
- Mexcala farsensis Logunov, 2001 (Iran)
- Mexcala macilenta Wesolowska i Russell-Smith, 2000 (Tanzània)
- Mexcala monstrata Wesolowska i van Harten, 1994 (Iemen)
- Mexcala rufa Peckham i Peckham, 1902 (Sud-àfrica)

## Mexigonus
Mexigonus Edwards, 2002
- Mexigonus arizonensis (Banks, 1904) (EUA, Mèxic)
- Mexigonus dentichelis (F. O. P.-Cambridge, 1901) (Mèxic)
- Mexigonus minutus (F. O. P.-Cambridge, 1901) (EUA, Mèxic)
- Mexigonus morosus (Peckham i Peckham, 1888) (EUA)

## Micalula
Micalula Strand, 1932
- Micalula longithorax (Petrunkevitch, 1925) (Panamà)

## Microbianor
Microbianor Logunov, 2000
- Microbianor golovatchi Logunov, 2000 (Seychelles)
- Microbianor nigritarsus Logunov, 2000 (Seychelles)
- Microbianor saaristoi Logunov, 2000 (Seychelles)

## Microhasarius
Microhasarius Simon, 1902
- Microhasarius animosus Peckham i Peckham, 1907 (Borneo)
- Microhasarius pauperculus Simon, 1902 (Java)

## Microheros
Microheros Wesolowska i Cumming, 1999
- Microheros termitophagus Wesolowska i Cumming, 1999 (Sud-àfrica)

## Mikrus
Mikrus Wesolowska, 2001
- Mikrus ugandensis Wesolowska, 2001 (Kenya, Uganda)

## Mintonia
Mintonia Wanless, 1984
- Mintonia bani Ikeda, 1995 (Japó)
- Mintonia breviramis Wanless, 1984 (Borneo)
- Mintonia caliginosa Wanless, 1987 (Borneo)
- Mintonia mackiei Wanless, 1984 (Borneo)
- Mintonia melinauensis Wanless, 1984 (Borneo)
- Mintonia nubilis Wanless, 1984 (Borneo)
- Mintonia protuberans Wanless, 1984 (Singapur)
- Mintonia ramipalpis (Thorell, 1890) (Java, Sumatra, Borneo)
- Mintonia silvicola Wanless, 1987 (Malàisia)
- Mintonia tauricornis Wanless, 1984 (Borneo)

## Mirandia
Mirandia Badcock, 1932
- Mirandia australis Badcock, 1932 (Paraguai)

## Modunda
Modunda Simon, 1901
- Modunda aeneiceps Simon, 1901 (Sri Lanka, Xina)
- Modunda staintoni (O. P.-Cambridge, 1872) (Iemen fins a Índia)

## Mogrus
Mogrus Simon, 1882
- Mogrus albogularis Simon, 1901 (Sud-àfrica)
- Mogrus antoninus Andreeva, 1976 (Rússia, Àsia central fins a la Xina)
- Mogrus bonneti (Audouin, 1826) (Iemen fins a Aden)
- Mogrus canescens (C. L. Koch, 1846) (Eastern Mediterrani)
- Mogrus cognatus Wesolowska i van Harten, 1994 (Iemen)
- Mogrus dalmasi Berland i Millot, 1941 (Mali)
- Mogrus fabrei Simon, 1885 (Middle East)
- Mogrus faizabadicus Andreeva, Kononenko i Prószynski, 1981 (Afganistan)
- Mogrus flavescentemaculatus (Lucas, 1846) (Algèria)
- Mogrus frontosus (Simon, 1871) (Còrsega)
- Mogrus fulvovittatus Simon, 1882 (Iemen, Aràbia Saudí, Iemen, Azerbaidjan)
- Mogrus ignarus Wesolowska, 2000 (Zimbabwe)
- Mogrus incertus Denis, 1955 (Líbia, Niger)
- Mogrus larisae Logunov, 1995 (Àsia central)
- Mogrus leucochelis Pavesi, 1897 (Somalia)
- Mogrus linzhiensis Hu, 2001 (Xina)
- Mogrus logunovi Prószynski, 2000 (Israel, Jordan)
- Mogrus macrocephalus Lawrence, 1927 (Namibia)
- Mogrus mathisi (Berland i Millot, 1941) (Senegal, Niger, Tanzània, Aràbia Saudí, Iemen)
- Mogrus mirabilis Wesolowska i van Harten, 1994 (Sudan, Iemen, Aràbia Saudí, Iemen)
- Mogrus neglectus (Simon, 1868) (Grècia, Turquia, Israel, Azerbaidjan)
- Mogrus portentosus Wesolowska i van Harten, 1994 (Iemen)
- Mogrus praecinctus Simon, 1890 (Iemen)
- Mogrus sahariensis Berland i Millot, 1941 (Àfrica occidental)
- Mogrus semicanus Simon, 1910 (Sud-àfrica)
- Mogrus sinaicus Prószynski, 2000 (Iemen, Aràbia Saudí)
- Mogrus valerii Kononenko, 1981 (Turkmenistan, Uzbekistan)

## Monaga
Monaga Chickering, 1946
- Monaga benigna Chickering, 1946 (Panamà)

## Monomotapa
Monomotapa Wesolowska, 2000
- Monomotapa principalis Wesolowska, 2000 (Zimbabwe)

## Mopiopia
Mopiopia Simon, 1902
- Mopiopia comatula Simon, 1902 (Brasil)
- Mopiopia labyrinthea (Mello-Leitão, 1947) (Brasil)
- Mopiopia tristis (Mello-Leitão, 1947) (Brasil)

## Mopsolodes
Mopsolodes Zabka, 1991
- Mopsolodes australensis Zabka, 1991 (Queensland, Territori del Nord)

## Mopsus
Mopsus Karsch, 1878
- Mopsus mormon Karsch, 1878 (Nova Guinea, eastern Austràlia)

## Muziris
Muziris Simon, 1901
- Muziris calvipalpis (L. Koch, 1867) (Samoa)
- Muziris carinatus Simon, 1909 (Austràlia Occidental)
- Muziris doleschalli (Thorell, 1878) (Amboina)
- Muziris epigynatus Strand, 1911 (Illes Aru)
- Muziris gracilipalpis Strand, 1911 (Illes Aru)
- Muziris leptochirus (Thorell, 1881) (Nova Guinea)
- Muziris wiehlei Berland, 1938 (Noves Hèbrides)

## Myrmarachne
Myrmarachne MacLeay, 1839
- Myrmarachne albocincta (C. L. Koch, 1846) (EUA)
- Myrmarachne albosetosa Wanless, 1978 (Sud-àfrica)
- Myrmarachne alticeps (Thorell, 1890) (Java)
- Myrmarachne andrewi Wanless, 1978 (Congo, Angola)
- Myrmarachne andringitra Wanless, 1978 (Madagascar)
- Myrmarachne angusta (Thorell, 1877) (Sulawesi)
- Myrmarachne annamita Zabka, 1985 (Xina, Vietnam)
- Myrmarachne annandalei Simon, 1901 (Malàisia)
- Myrmarachne assimilis Banks, 1930 (Filipines)
- Myrmarachne attenuata (Karsch, 1880) (Filipines)
- Myrmarachne attenuata (O. P.-Cambridge, 1901) (Singapur)
- Myrmarachne augusta (Peckham i Peckham, 1892) (Madagascar)
- Myrmarachne aureonigra Edmunds i Prószynski, 2003 (Malàisia, Singapur)
- Myrmarachne austriaca (Doleschall, 1852) (Austria)
- Myrmarachne bakeri Banks, 1930 (Filipines)
- Myrmarachne bamakoi Berland i Millot, 1941 (Mali)
- Myrmarachne bengalensis Tikader, 1973 (Índia, Illes Andaman)
- Myrmarachne bicolor (L. Koch, 1879) (Queensland)
- Myrmarachne bicurvata (O. P.-Cambridge, 1869) (Sri Lanka)
- Myrmarachne bidentata Banks, 1930 (Filipines)
- Myrmarachne biseratensis Badcock, 1918 (Malàisia)
- Myrmarachne borneensis Peckham i Peckham, 1907 (Borneo)
- Myrmarachne brasiliensis Mello-Leitão, 1922 (Brasil)
- Myrmarachne brevis Xiao, 2002 (Xina)
- Myrmarachne calcuttaensis Biswas, 1984 (Índia)
- Myrmarachne caliraya Barrion i Litsinger, 1995 (Filipines)
- Myrmarachne capito (Thorell, 1890) (Java)
- Myrmarachne centralis (Peckham i Peckham, 1892) (de Mèxic fins a Panamà)
- Myrmarachne chapmani Banks, 1930 (Filipines)
- Myrmarachne chickeringi Galiano, 1969 (Panamà)
- Myrmarachne circulus Xiao i Wang, 2004 (Xina)
- Myrmarachne clavigera (Thorell, 1877) (Sulawesi)
- Myrmarachne cognata (L. Koch, 1879) (Nova Gal·les del Sud, Victoria)
- Myrmarachne collarti Roewer, 1965 (Congo, Uganda)
- Myrmarachne confusa Wanless, 1978 (Angola, São Tomé)
- Myrmarachne consobrina Denis, 1955 (Niger)
- Myrmarachne constricta (Blackwall, 1877) (Seychelles)
- Myrmarachne cornuta Badcock, 1918 (Malàisia, Singapur)
- Myrmarachne corpuzrarosae Barrion, 1981 (Filipines)
- Myrmarachne cowani (Peckham i Peckham, 1892) (Madagascar)
- Myrmarachne cuneata Badcock, 1918 (Malàisia)
- Myrmarachne cuprea (Hogg, 1896) (Central Austràlia)
- Myrmarachne debilis (Thorell, 1890) (Java)
- Myrmarachne decorata Reimoser, 1927 (Sumatra)
- Myrmarachne diegoensis Wanless, 1978 (Madagascar)
- Myrmarachne dilatata (Karsch, 1880) (Malawi)
- Myrmarachne dirangicus Bastawade, 2002 (Índia)
- Myrmarachne dubia (Peckham i Peckham, 1892) (Filipines)
- Myrmarachne dundoensis Wanless, 1978 (Angola, Botswana)
- Myrmarachne edentata Berry, Beatty i Prószynski, 1996 (Illes Carolina, Illes Mariannes)
- Myrmarachne edentula (Peckham i Peckham, 1892) (Filipines)
- Myrmarachne edwardsi Berry, Beatty i Prószynski, 1996 (Illes Carolina)
- Myrmarachne eidmanni Roewer, 1942 (Bioko, Ghana, Costa d'Ivori, Congo)
- Myrmarachne electrica (Peckham i Peckham, 1892) (Madagascar)
- Myrmarachne elongata Szombathy, 1915 (Africa fins a Vietnam)
- Myrmarachne erythrocephala (L. Koch, 1879) (Queensland)
- Myrmarachne eugenei Wanless, 1978 (Madagascar)
- Myrmarachne eumenes (Simon, 1900) (Madagascar)
- Myrmarachne evidens Roewer, 1965 (Congo)
- Myrmarachne exasperans (Peckham i Peckham, 1892) (Java, Filipines)
- Myrmarachne foenisex Simon, 1910 (oest i centre d'Àfrica)
- Myrmarachne foreli Lessert, 1925 (Angola, Botswana, Malawi, Sud-àfrica)
- Myrmarachne formica (Doleschall, 1859) (Amboina)
- Myrmarachne formicaria (De Geer, 1778) (Paleàrtic)
  - Myrmarachne formicaria tyrolensis (C. L. Koch, 1846) (Europa central)
- Myrmarachne formosa Thorell, 1890) (Sumatra, Sulawesi)
- Myrmarachne formosana (Matsumura, 1911) (Taiwan)
- Myrmarachne formosana (Saito, 1933) (Taiwan)
- Myrmarachne formosicola Strand, 1910 (Taiwan)
- Myrmarachne galianoae Cutler, 1981 (Bolívia)
- Myrmarachne gedongensis Badcock, 1918 (Malàisia)
- Myrmarachne gigantea Zabka, 1985 (Vietnam)
- Myrmarachne giltayi Roewer, 1965 (Congo, Angola, Kenya)
- Myrmarachne gisti Fox, 1937 (Xina, Vietnam)
- Myrmarachne globosa Wanless, 1978 (Angola fins a Vietnam)
- Myrmarachne grossa Edmunds i Prószynski, 2003 (Malàisia)
- Myrmarachne guaranitica Galiano, 1969 (Argentina)
- Myrmarachne hanoii Zabka, 1985 (Vietnam)
- Myrmarachne hesperia (Simon, 1887) (Costa d'Ivori, Ghana)
- Myrmarachne hidaspis Caporiacco, 1935 (Karakorum)
- Myrmarachne himalayensis Narayan, 1915 (Índia)
- Myrmarachne hirsutipalpi Edmunds i Prószynski, 2003 (Malàisia)
- Myrmarachne hispidacoxa Edmunds i Prószynski, 2003 (Malàisia)
- Myrmarachne hoffmanni Strand, 1913 (Xina)
- Myrmarachne ichneumon (Simon, 1885) (Kenya, Tanzània, Zanzíbar, Sud-àfrica)
- Myrmarachne imbellis (Peckham i Peckham, 1892) (Sri Lanka)
- Myrmarachne incerta Narayan, 1915 (Índia)
- Myrmarachne inermichelis Bösenberg i Strand, 1906 (Rússia, Corea, Taiwan, Japó)
- Myrmarachne inflatipalpis Wanless, 1978 (Botswana, Malawi, Sud-àfrica)
- Myrmarachne insulana Roewer, 1942 (Bioko, Ghana)
- Myrmarachne iridescens Banks, 1930 (Filipines)
- Myrmarachne isolata Clark i Benoit, 1977 (St. Helena)
- Myrmarachne jacobsoni Reimoser, 1925 (Sumatra)
- Myrmarachne jajpurensis Prószynski, 1992 (Índia)
- Myrmarachne japonica (Karsch, 1879) (Rússia, Xina, Corea, Taiwan, Japó)
- Myrmarachne jugularis Simon, 1901 (Austràlia)
- Myrmarachne kiboschensis Lessert, 1925 (Botswana fins a Vietnam)
- Myrmarachne kilifi Wanless, 1978 (Kenya, Tanzània)
- Myrmarachne kitale Wanless, 1978 (Kenya)
- Myrmarachne kochi Reimoser, 1925 (Malàisia, Sumatra, Indonesia)
- Myrmarachne kuwagata Yaginuma, 1967 (Xina, Corea, Japó)
- Myrmarachne laeta (Thorell, 1887) (Índia, Pakistan, Illes Nias, Xina)
  - Myrmarachne laeta flava Narayan, 1915 (Índia)
  - Myrmarachne laeta praelonga (Thorell, 1890) (Birmània)
- Myrmarachne laurentina Bacelar, 1953 (Mozambique, Sud-àfrica)
- Myrmarachne lawrencei Roewer, 1965 (Gabon, Congo, Kenya, Tanzània)
- Myrmarachne legon Wanless, 1978 (Ghana, Costa d'Ivori)
- Myrmarachne leleupi Wanless, 1978 (Sud-àfrica)
- Myrmarachne leptognatha (Thorell, 1890) (Java)
- Myrmarachne lesserti Lawrence, 1938 (Sud-àfrica)
- Myrmarachne linguiensis Zhang i Song, 1992 (Xina)
- Myrmarachne longiventris (Simon, 1903) (Madagascar)
- Myrmarachne luachimo Wanless, 1978 (Angola)
- Myrmarachne luctuosa (L. Koch, 1879) (Nova Gal·les del Sud)
- Myrmarachne ludhianaensis Sadana i Gupta, 1998 (Índia)
- Myrmarachne lugens (Thorell, 1881) (Moluques)
- Myrmarachne lugubris (Kulczyn'ski, 1895) (Rússia, Xina, Corea)
- Myrmarachne lulengana Roewer, 1965 (Congo, Kenya, Botswana)
- Myrmarachne lulengensis Roewer, 1965 (Congo)
- Myrmarachne lupata (L. Koch, 1879) (Queensland)
- Myrmarachne macleayana (Bradley, 1876) (Queensland)
- Myrmarachne macrognatha (Thorell, 1894) (Java)
- Myrmarachne magna Saito, 1933 (Taiwan)
- Myrmarachne mahasoa Wanless, 1978 (Madagascar)
- Myrmarachne malayana Edmunds i Prószynski, 2003 (Malàisia)
- Myrmarachne mandibularis (Thorell, 1890) (Java)
- Myrmarachne manducator (Westwood, 1841) (Índia, Birmània, Malàisia, Sumatra)
- Myrmarachne maratha Tikader, 1973 (Índia)
- Myrmarachne markaha Barrion i Litsinger, 1995 (Filipines)
- Myrmarachne marshalli Peckham i Peckham, 1903 (Africa)
- Myrmarachne maxillosa (C. L. Koch, 1846) (Birmània fins a la Xina, Filipines, Sulawesi)
  - Myrmarachne maxillosa septemdentata Strand, 1907 (Xina)
- Myrmarachne mcgregori Banks, 1930 (Filipines)
- Myrmarachne melanocephala MacLeay, 1839 (Asia)
- Myrmarachne melanotarsa Wesolowska i Salm, 2002 (Kenya)
- Myrmarachne militaris Szombathy, 1913 (est, oest i centre d'Àfrica)
- Myrmarachne mocamboensis Galiano, 1974 (Brasil)
- Myrmarachne moesta (Thorell, 1877) (Sulawesi)
- Myrmarachne mussungue Wanless, 1978 (Angola)
- Myrmarachne myrmicaeformis (Lucas, 1871) (Algèria)
- Myrmarachne naro Wanless, 1978 (Kenya)
- Myrmarachne natalica Lessert, 1925 (Sud-àfrica)
- Myrmarachne nemorensis (Peckham i Peckham, 1892) (Birmània)
- Myrmarachne nigella Simon, 1901 (Filipines)
- Myrmarachne nigeriensis Wanless, 1978 (São Tomé, Ghana, Nigeria, Angola)
- Myrmarachne nigra (Thorell, 1877) (Sulawesi)
- Myrmarachne nitidissima (Thorell, 1877) (Sulawesi)
- Myrmarachne nubilis Wanless, 1978 (Madagascar)
- Myrmarachne onceana Barrion i Litsinger, 1995 (Filipines)
- Myrmarachne opaca (Karsch, 1880) (Índia)
- Myrmarachne orientales Tikader, 1973 (Pakistan, Índia, Illes Andaman)
- Myrmarachne paivae Narayan, 1915 (Índia)
- Myrmarachne palladia Denis, 1958 (Afganistan)
- Myrmarachne panamensis Galiano, 1969 (Panamà, Argentina)
- Myrmarachne parallela (Fabricius, 1798) (Índies Occidentals, Nicaragua, Panamà)
- Myrmarachne patellata Strand, 1907 (Xina)
- Myrmarachne paviei (Simon, 1886) (Tailàndia)
- Myrmarachne peckhami Roewer, 1951 (Madagascar)
- Myrmarachne pectorosa (Thorell, 1890) (Sumatra)
  - Myrmarachne pectorosa sternodes (Thorell, 1890) (Sumatra)
- Myrmarachne penicillata Mello-Leitão, 1933 (Brasil)
- Myrmarachne piercei Banks, 1930 (Filipines)
- Myrmarachne pinakapalea Barrion i Litsinger, 1995 (Filipines)
- Myrmarachne pinoysorum Barrion i Litsinger, 1995 (Filipines)
- Myrmarachne pisarskii Berry, Beatty i Prószynski, 1996 (Illes Carolina)
- Myrmarachne plataleoides (O. P.-Cambridge, 1869) (Índia, Sri Lanka, Xina, Southeast Asia)
- Myrmarachne platypalpa Bradoo, 1980 (Índia)
- Myrmarachne poonaensis Tikader, 1973 (Índia)
- Myrmarachne prognatha (Thorell, 1887) (Birmània)
- Myrmarachne providens (Peckham i Peckham, 1892) (Índia, Sri Lanka)
- Myrmarachne pygmaea (Thorell, 1894) (Singapur)
- Myrmarachne radiata (Thorell, 1894) (Java)
- Myrmarachne ramosa Badcock, 1918 (Malàisia, Singapur)
- Myrmarachne ramunni Narayan, 1915 (Índia, Pakistan)
- Myrmarachne ransoni Wanless, 1978 (Madagascar)
- Myrmarachne rhopalota (Thorell, 1895) (Birmània)
- Myrmarachne richardsi Wanless, 1978 (Ghana)
- Myrmarachne robusta (Peckham i Peckham, 1892) (Birmània)
- Myrmarachne roeweri Reimoser, 1934 (Índia)
- Myrmarachne rufescens (Thorell, 1877) (Sulawesi)
- Myrmarachne rufisquei Berland i Millot, 1941 (Senegal)
- Myrmarachne russellsmithi Wanless, 1978 (Nigeria)
- Myrmarachne satarensis Narayan, 1915 (Índia)
- Myrmarachne schenkeli Peng i Li, 2002 (Hong Kong)
- Myrmarachne seriatus Banks, 1930 (Filipines)
- Myrmarachne shelfordi Peckham i Peckham, 1907 (Borneo)
- Myrmarachne simoni (L. Koch, 1879) (Queensland)
- Myrmarachne simonis (Herman, 1879) (Hongria, Croatia, Romania)
- Myrmarachne simplexella Roewer, 1951 (Madagascar)
- Myrmarachne solitaria Peckham i Peckham, 1903 (Sud-àfrica)
- Myrmarachne spissa (Peckham i Peckham, 1892) (Sri Lanka)
- Myrmarachne striatipes (L. Koch, 1879) (Queensland, Nova Gal·les del Sud)
- Myrmarachne sumana Galiano, 1974 (Brasil)
- Myrmarachne tagalica Banks, 1930 (Filipines)
- Myrmarachne tayabasana Chamberlin, 1925 (Filipines)
- Myrmarachne thaii Zabka, 1985 (Vietnam)
- Myrmarachne topali Zabka, 1985 (Vietnam)
- Myrmarachne transversa (Mukerjee, 1930) (Índia)
- Myrmarachne tristis (Simon, 1882) (Líbia fins a Índia)
- Myrmarachne turriformis Badcock, 1918 (Malàisia)
- Myrmarachne uelensis Wanless, 1978 (Congo)
- Myrmarachne uniseriata Narayan, 1915 (Índia)
- Myrmarachne uvira Wanless, 1978 (Ghana, Congo, Kenya, Tanzània, Botswana)
- Myrmarachne vanessae Wanless, 1978 (Costa d'Ivori, Tanzània)
- Myrmarachne vehemens Fox, 1937 (Xina)
- Myrmarachne vestita (Thorell, 1895) (Birmània)
- Myrmarachne volatilis (Peckham i Peckham, 1892) (Madagascar, Xina, Vietnam)
- Myrmarachne vulgarisa Barrion i Litsinger, 1995 (Filipines)
- Myrmarachne wanlessi Edmunds i Prószynski, 2003 (Malàisia)